# Pholiota squarrosa
A Pholiota squarrosa é uma espécie de fungo da família Strophariaceae. Comum na América do Norte e na Europa, é um parasita secundário, pois ataca árvores que já foram enfraquecidas com lesões ou infecções anteriores por bactérias ou outros fungos. Possui uma ampla gama de hospedeiros entre as árvores decíduas, embora também possa infectar coníferas. Ele também pode viver como saprófito, obtendo nutrientes da madeira em decomposição.
O basidioma é normalmente encontrado crescendo em grupos na base de árvores e tocos. Tanto o píleo quanto o estipe são cobertos por escamas pequenas e pontiagudas que são apontadas para baixo e para trás. As lamelas aglomeradas são amareladas e, posteriormente, marrom-ferrugem. O cogumelo tem um odor que, dependendo do autor, foi descrito como semelhante ao de alho, limão, rabanete, cebola ou gambá. Tem um sabor forte, semelhante ao de rabanetes. Embora seja comestível, para algumas pessoas pode ser tóxico, especialmente se consumido em combinação com álcool. Acredita-se que o cogumelo contenha substâncias químicas exclusivas que o ajudam a infectar as plantas, neutralizando as respostas defensivas empregadas por elas. A P. squarrosoides, muito semelhante, difere por ter um píleo mais claro que é pegajoso entre as escamas, além de esporos menores.

## Taxonomia
A espécie foi descrita cientificamente pela primeira vez como Agaricus squarrosus em 1790 por Georg Christian Oeder e, mais tarde, sancionada com esse nome por Elias Magnus Fries em seu Systema Mycologicum de 1821 e transferida para o gênero Pholiota pelo alemão Paul Kummer. É a espécie-tipo do gênero Pholiota.
O epíteto específico squarrosa é derivado do latim e significa escamoso. O cogumelo é comumente conhecido como "pholiota escamoso" (scaly Pholiota) ou "pholiota desgrenhado" (shaggy Pholiota).

## Descrição

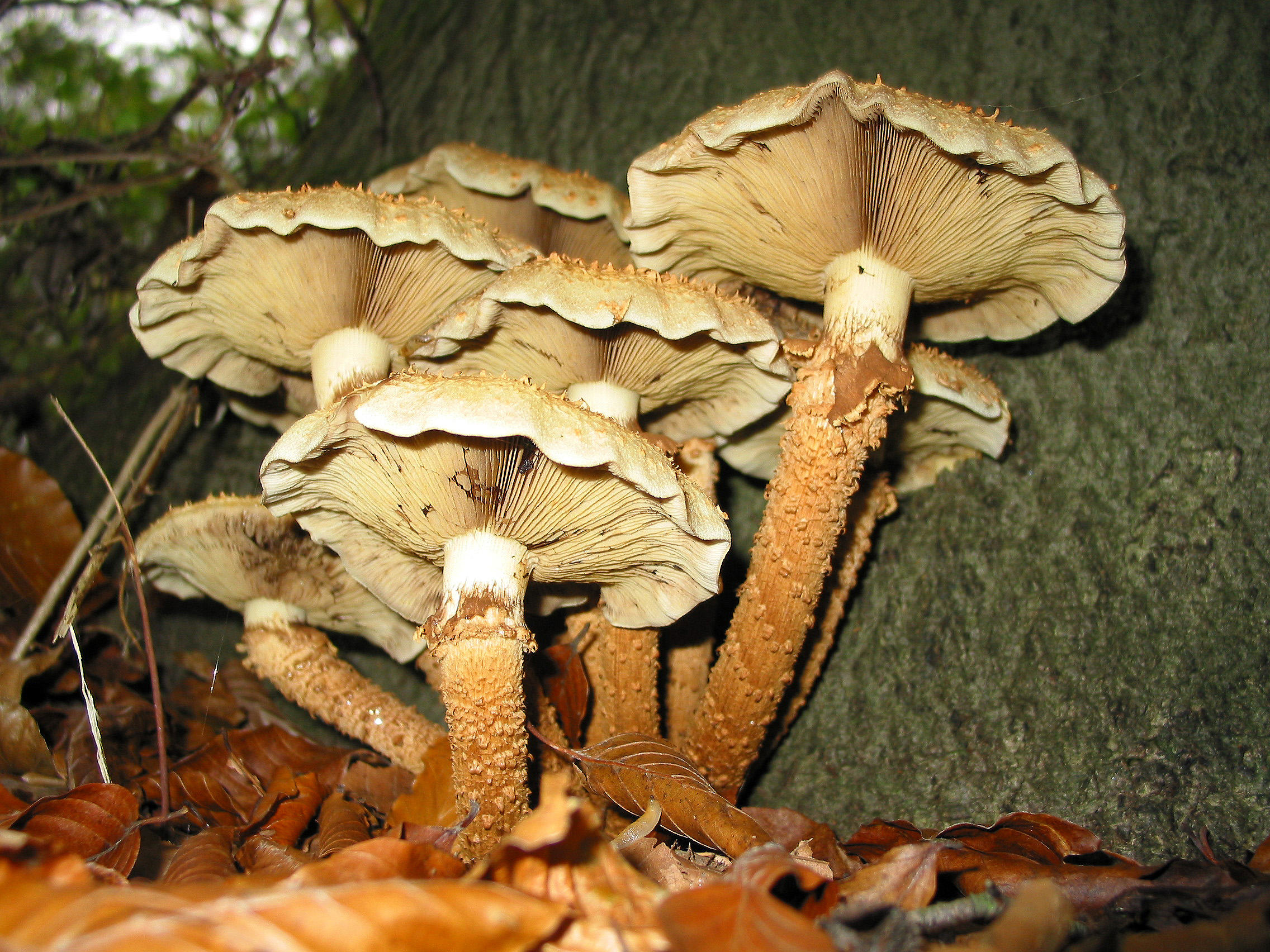
Vista das lamelas e do estipe.

Como outros cogumelos Pholiota, a P. squarrosa tem um píleo e um estipe escamosos. O píleo varia de 3 a 12 cm de diâmetro e, dependendo da idade, pode variar de formato em forma de sino a arredondado ou um pouco achatado. A cor do píleo é marrom-amarelada a amarronzada em espécimes mais velhos. As escamas do píleo são amareladas a amarronzadas e recurvadas.
O estipe tem de 4 a 12 cm de comprimento por 0,5 a 1,5 cm de espessura e largura aproximadamente igual em toda a extensão. O véu parcial que cobre as lamelas novas forma um anel espesso e lanoso na parte superior do estipe. Acima do nível do anel, o estipe é nu, enquanto abaixo é escamoso como o píleo. As lamelas têm uma cor marrom-esverdeada quando novas; as lamelas maduras são marrom-ferrugem. Elas são amontoadas, presas ao estipe (adnatas) e geralmente entalhadas (sinuadas).
A esporada é canela ou marrom enferrujado. Os esporos são elípticos, de paredes lisas, não amiloides (não absorvem iodo quando corados com o reagente de Melzer) e medem 6,6 a 8 por 3,7 a 4,4 μm. Os basídios (células portadoras de esporos) têm formato de taco e quatro esporos, com dimensões de 16 a 25 por 5 a 7 μm.
Os basidiomas têm um odor descrito como semelhante a alho, rabanete, limão, cebola ou gambá, e têm gosto de rabanete.

### Espécies semelhantes

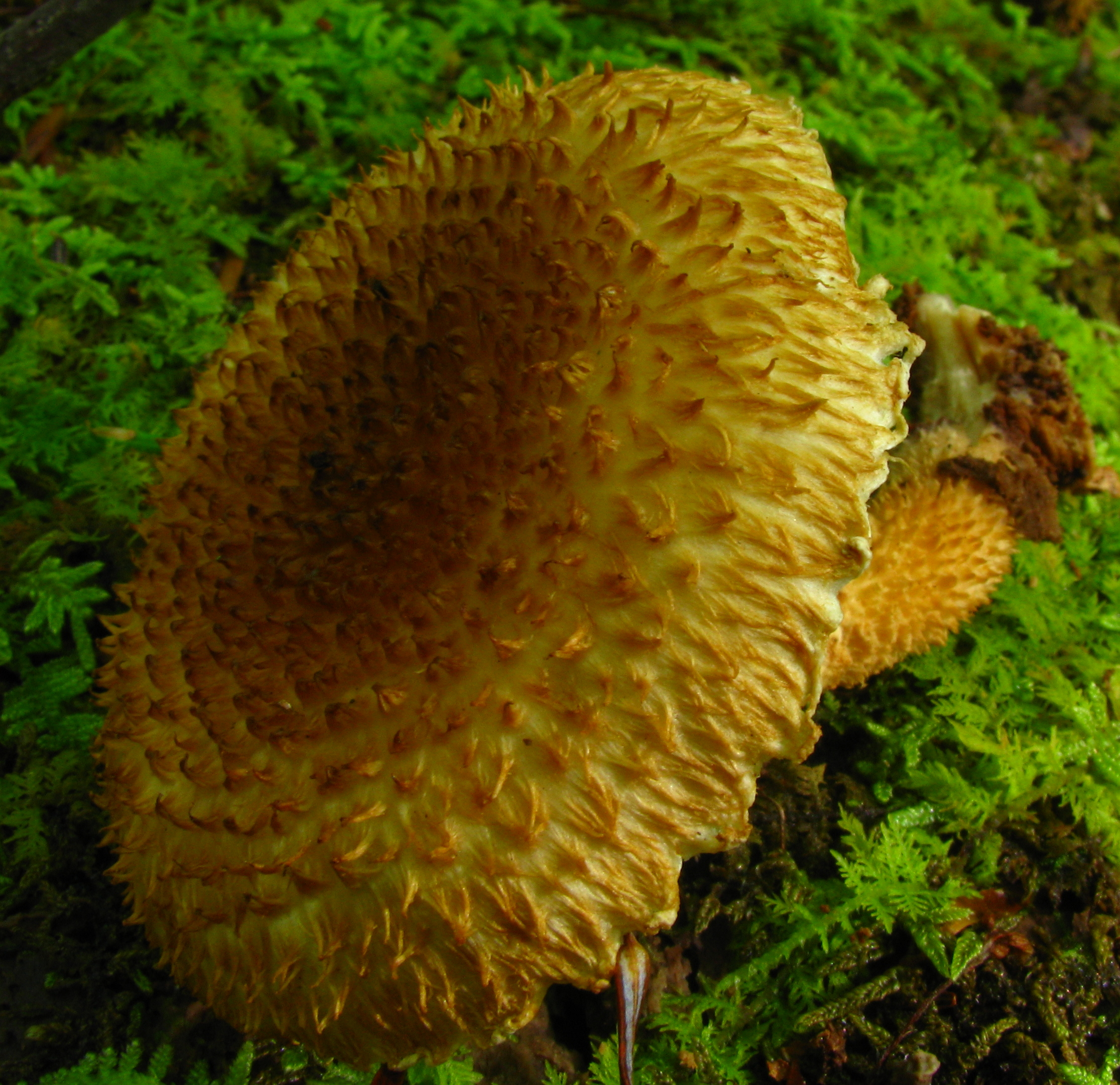
Leucopholiota decorosa é uma semelhante.

A Pholiota squarrosa é semelhante em aparência às espécies do gênero Armillaria, mas o último produz esporos brancos. Outro cogumelo semelhante é o Pholiota squarrosoides, que pode ser distinguido microscopicamente por seus esporos menores e macroscopicamente pela viscosidade do píleo entre as escamas. O P. squarrosoides também não tem o odor do P. squarrosa e tem carne branca, não amarela. A Leucopholiota decorosa também pode ser identificada erroneamente com a P. squarrosa; ela tem lamelas brancas e adnexas com bordas finamente recortadas, mas pode ser distinguida de forma mais confiável por seus esporos brancos e não amiloides.
Outras espécies semelhantes incluem Pholiota aurivella, P. populnea e P. terrestris.

## Habitat e distribuição

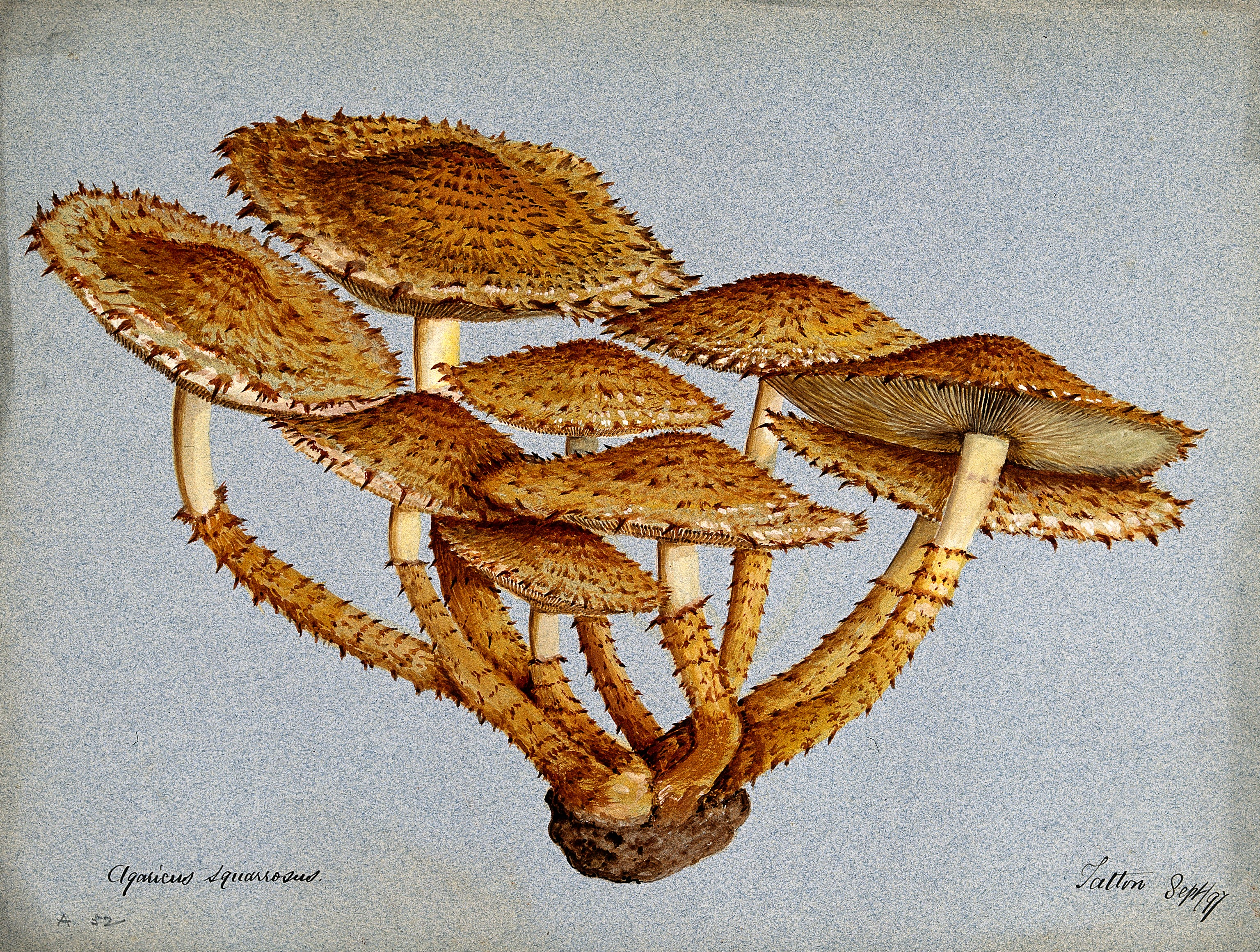
fungo Pholiota squarrosa

Acredita-se que o Pholiota squarrosa seja um fungo da podridão branca, que usa a celulose como fonte de carbono e tem a capacidade de degradar a lignina presente na madeira em dióxido de carbono para acessar a molécula de celulose. O fungo pode atacar uma ampla variedade de árvores decíduas hospedeiras, incluindo bordo açucareiro, bordo vermelho, Betula alleghaniensis, Betula papyrifera, Fagus grandifolia e Fraxinus americana. Ele também pode atacar coníferas, como o espruce. O fungo é um parasita secundário, pois ataca as árvores que já foram enfraquecidas com lesões ou infecções anteriores por bactérias ou outros fungos. Ele também funciona como saprófito e pode obter nutrientes decompondo a matéria orgânica da madeira morta.
O cogumelo P. squarrosa é encontrado na América do Norte e na Europa. A distribuição na América do Norte se estende ao norte até o Canadá e ao sul até o México, onde sua aparência é restrita a florestas de coníferas. Na Holanda, o P. squarrosa é um dos muitos cogumelos que podem ser encontrados regularmente frutificando em antigos cais de madeira.
Os cogumelos são usados como fonte primária de alimento pelo esquilo vermelho Sciurus vulgaris e têm um teor de proteína mais alto do que os outros cogumelos normalmente consumidos por essa espécie. Os cogumelos em decomposição também são usados como fonte de alimento por moscas do gênero Drosophila.

## Comestibilidade
Embora algumas fontes relatem que a espécia P. squarrosa é comestível, o cogumelo causou vários casos de envenenamento. Os indivíduos afetados consumiram álcool com o cogumelo e, em seguida, apresentaram vômito e diarreia cerca de dez horas depois. O efeito tóxico pode ser devido à combinação de comer os cogumelos e tomar álcool, embora o longo período de tempo entre o consumo e os sintomas sugira que o mecanismo de toxicidade seja diferente do efeito antabuse experimentado com Coprinopsis atramentaria com álcool.

## Química
Os basidiomas contêm compostos químicos exclusivos derivados de fenilpropanoides. Os compostos, denominados esquarrosidina e pinilidina, inibem a enzima xantina oxidase. A xantina oxidase catalisa a cristalização do ácido úrico nas articulações, uma das principais causas da artrite gotosa, e os inibidores dessa enzima estão sendo usados clinicamente para reduzir esse efeito colateral. A função natural desses compostos pode ser a de extinguir as espécies reativas de oxigênio produzidas pelas plantas como uma resposta defensiva à infecção por fungos.

## Links externos
- Pholiota squarrosa em Index Fungorum
- Imagens em Mushroom Observer